# 北斗宗家
北斗宗家（ほくとそうけ）は、武論尊原作、原哲夫画の漫画『北斗の拳』『蒼天の拳』に登場する架空の仏教徒の集団である。
本稿では北斗宗家の秘拳に加え、代表的人物であるシュケンとリュウオウ、ならびに菩提寺である泰聖殿（たいせいでん）についても、併せて解説する。

## 概要
中国漢王朝時代に、まだ小勢力であった仏教への庇護を受けるために、中原（中国）を統治する権力者（皇帝）の盾となって北斗神拳と北斗琉拳（北斗劉家拳）の源流となる暗殺拳を用いた仏教徒の一団。
宗家の秘拳は無敵なものであったがそれゆえに受ける技も完璧に組まれており、同じ拳を同程度に身につけた者同士が闘った際には決着が付くものではなかった。ゆえに最強かつ無敵の暗殺拳が待望され、北斗神拳が、後には北斗琉拳が編まれた、とされている。
発祥地、本部は洛陽の白馬寺。 
北斗宗家の正統な血すじを受け継いでいる人物として『北斗の拳』ではケンシロウとヒョウ、『蒼天の拳』では霞拳志郎が挙げられる。また、カイオウ、ラオウ、トキ、リュウもその流れを汲んでおり、カイオウにはリュウオウの子孫の証である北斗七星のアザがあった。
連載当時は劇中や関連書籍で「中国漢王朝の時代に、北斗神拳と北斗琉拳（北斗劉家拳）の源流となる暗殺拳を用いた仏教徒の一団」といった言及はなされていなかったが、『公式 北斗の拳VS蒼天の拳 オフィシャルガイドブック』（コアミックス、2007年4月刊）においてそうした設定がなされた。

## 宗家秘話
時の北斗の高僧達が望む「覇者は一人」という思いと裏腹に、宗家は男児に恵まれず、当時、北斗宗家の血を引く者は姉・オウカと妹・シュメの美人姉妹だけとなっていた。そして同時に2人は男児を産んだ。それがオウカの子・リュウオウとシュメの子・シュケンである。
高僧達は宗家の跡継ぎ選びに苦慮し、かつて北斗宗家の始祖が神より剣を授けられた聖地・光天台に2人の乳飲み子を置き、飢えた狼の前に晒すことで天の声を聞こうとした。だが病のため死が迫っていたシュメはシュケンが母を失い、自分の命まで失うことを悲しむあまり、我が子を生かすために光天台から連れ去るという暴挙を犯した。その直後、残されたリュウオウは狼に襲われるも密かに全てを見届けていた高僧達に救われる。そしてシュメはオウカや高僧達に見つかり、吐血しながら自らの思いを訴え、オウカに謝罪した。この事態に高僧達は宗家伝承者をリュウオウにすると決めるも、シュメの思いに心を打たれたオウカはシュケンに宗家を継がせるように言う。これに対し高僧達は反発するも、オウカは命をかけての願いと言うと、自ら谷底に身を投げ、命を落とした。その姿にシュメと高僧達は涙し、シュメとオウカ2人の愛を受けたシュケンが伝承者に相応しいと悟った。
こうして2人の深い愛によって生かされたシュケンはその愛を受けて育ち、生涯これを忘れることはなかった。
長じた後に北斗宗家を継いだシュケンは、不敗の暗殺拳である北斗神拳を創始した。
一方、2人の愛に見放されたばかりか母無し子にされたリュウオウは誰からも愛されずに育ち、愛の意味どころか、愛というものが何であるかすら知ることはなかった。
長じた後も北斗宗家の陰へと追いやられたリュウオウは、愛に見放された不遇の生涯を閉じることとなる（下述されているが、子孫は残したようである）。
シュケンは、生まれてすぐに理不尽極まりない不遇を背負わされたリュウオウを危惧していた。そして、いずれリュウオウの子孫が愛に彷徨することを予感し、自らの子孫に対して「誰かが愛を説かねばならぬ」と遺言を残している。事実、ラオウとトキは恋に恵まれず（後に2人とも愛は知った）、カイオウに至っては母親を眼前で亡くしたことから愛そのものに見放され、それが北斗宗家への苛烈な憎悪へとつながる決定打となってしまった。そして、長い年月の間にリュウオウの子孫は自らに北斗宗家の血が流れていることを忘れ、核戦争前の時代に至ってはカイオウはジュウケイより、「北斗宗家に仕える屑星」とまで定義されてしまった。
テレビアニメでは第150話（『北斗の拳2』41話）でこの秘話が映像化され、ナレーションによって語られた。リュウオウとシュケンはイメージ映像のみでセリフはない。また、北斗琉拳を創始したのがリュウオウとされている。

## 代表的な人物
シュケン
一子相伝の暗殺拳、北斗神拳を創り上げた創始者である。北斗宗家の血を引くシュメの息子として約2000年前に誕生。宗家秘話にある経緯を経て、シュメの姉・オウカの子リュウオウを退け北斗宗家の後継者となり北斗神拳を創始した。北斗宗家の血を引くケンシロウやヒョウ、霞拳志郎はシュケンの遠い子孫。
『蒼天の拳』では、人物像がより深く掘り下げられた。また、シュケンの容姿はケンシロウとラオウを併せたようなものとなっている。シュケンは西斗月拳の門下に弟子入りして経絡秘孔の技を学び取った後、インド拳法から発展した北斗宗家の拳を西斗月拳の経絡秘孔の技と融合させることによってさらに発展させ、北斗神拳を創始したとされる。そして北斗宗家の高僧から命じられ、悪意がある者に伝わらないように涙ながらに西斗月拳の門人（その中にはシュケンの恋人までいた）を皆殺しにして西斗月拳を封じたと伝えられていた。ところが、約1900年後にシュケンの子孫にして西斗月拳の使い手であるヤサカが霞拳志郎の前に現れ、西斗月拳の伝承が絶たれていなかったことが明らかになった。
リュウオウ
オウカの子。シュケンほど人物像を詳しく描写されてはいない。
アニメの設定では北斗宗家の秘拳から闘気を扱う技に長けた流派・北斗琉拳（北斗劉家拳）の創始者となっているが、『公式 北斗の拳VS蒼天の拳 オフィシャルガイドブック』「拳法概論」にて、北斗劉家拳が「北斗三家」の拳の一つとして分派したのが三国時代の1800年前とされている。

## 北斗宗家の秘拳
北斗宗家に伝わる拳法。詳細は不明だが、北斗神拳を含む北斗の名を冠する拳全ての源流に位置する。極められた拳であるがゆえに受身の技も極められ、受身の技を極めた者に対しては有効な攻撃力を持たない。また、劇中で受身の技を伝授されたケンシロウがカイオウの技を無効化したのを見る限り、少なくとも北斗琉拳の技を無効化することが可能である。
使い手かどうか不明だが、北斗宗家を守護する高僧達が闘気らしきものを放って狼を倒す場面がある。この技は北斗神拳の使い手であるケンシロウの天破活殺、ラオウの北斗剛掌波や天将奔烈に通じる部分があり、闘気を扱う面については宗家の拳がルーツとみられる。
宗家の拳は暗殺拳としては無力化したものの拳法としては秀逸であり、ゆえに秘拳以外の技は広く伝播し、中国で発展していくあらゆる拳法の基礎となったという。南斗聖拳のルーツもここにあったと言われている。
擾摩光掌
ヒョウが使った技。手を闘気で纏い、強烈な突きを食らわせて切り裂く。ヒョウをそれまで圧倒していたケンシロウが、避けきれず大きなダメージを食らったほどの技。
万手魔音拳
ヒョウがケンシロウに対して使ったが、両者の相打ちを拒んだシャチがヒョウの胸を貫いたため、放ちきることはなかった。名前の通り、圧倒的な数の突きと打撃を高速で加える技とみられる。
ゲーム『真・北斗無双』では突きを連打する技で、ヒョウはこの技を放つ際に弟のケンシロウが北斗百裂拳を放つ時と同じく「あたたたたた！」と怪鳥音を発している。
遊昇凄舞
黒夜叉がヒョウの暗琉天破を破るために使った。北斗宗家の秘拳であり、敵の周りを乱れ飛び、行動を読ませない体術（2006年 双葉社刊『北斗の拳 奥義秘伝書』「拳法大辞典」より）。
凄妙弾烈
カイオウが誰に教わることなく体得した必殺の拳。独特の構えを取ってから、強烈な連撃を叩き込む。また、2度目に使った際は直前に暗琉天破を放ってケンシロウを回避不可能な状態にしてから使っている。宗家の秘拳のひとつで、漢王朝末期に受け技が極められており、受け技を伝授されたケンシロウにはまるで通用しなかった。
この構えは泰聖殿の女人像の構えと同一であり、ケンシロウはこれとカイオウの額の北斗七星のアザを見たことで、彼がリュウオウの子孫であると見抜いた。
ゲーム『真・北斗無双』の伝説編では原作通りに構えを取ってから放っているが、幻闘編カイオウの章でカイオウをプレイヤーキャラクターとして用いる場合、構えを取らずに技を放つ。また、技自体は拳を連打してから蹴り飛ばすものになっている。
闘気断葬
アニメ版最終回でケンシロウがカイオウの暗琉襲撃破に対して使った技。相手の闘気を正面から受け止めた後で北斗七星の形に構えを取り、相手の闘気を消し去る。

## 泰聖殿
後の修羅の国となる西の砂漠に存在し、かつては北斗宗家の一門が暮らしていたといわれる聖殿である。作中の時点では風化して廃墟と化しており、床石が残されていた程度であった。北斗宗家の秘拳が隠されている場所であり、ケンシロウの実兄であるヒョウしかその隠し場所を知らなかった。
だがヒョウはその記憶を封印されており、ケンシロウとの戦いのさなかに記憶を取り戻すも途中で割って入ったシャチにより深手を負ってしまう。ケンシロウも傷ついた兄を置いていくわけにもいかなかったため、代わってシャチとその恋人レイアがそこに赴くこととなった。そこに待ち伏せしていたカイオウによりシャチは重傷を負うも、床石が崩壊したことで地下室を発見する。アニメではシャチを想うレイアの声に反応して床石の一つからまばゆい光が立ち昇り、シャチが床石を引き上げたことで入り口を見つけるという形に変更されている。
『蒼天の拳』では、同様の役割を持った建物として泰聖院が登場する。こちらは「北斗劉家拳」の菩提寺となっている。
女人像（にょにんぞう）
シャチが発見した地下室に安置されていた女性の像で、両手を広げた仏像のような形をしている。その像には北斗宗家の霊が宿っており、愛の心に共鳴しそのために戦う者に力を与える。シャチはカイオウの実力に遠く及ばなかったが女人像から力を得て実力以上の力を発揮し、カイオウを相手に善戦した。また像から放たれる波動もカイオウを苦しめた。
像の中には石碑があり、ケンシロウが後から地下室を訪れると像が崩れ中からそれが現れた。心の中に語りかける石碑の声に従い、ケンシロウは秘孔・詞宝林を突いて碑文を解読するとともに創始者シュケンの生涯を瞬時に体験している。碑文にはシュケンを含む歴代の北斗神拳伝承者の生涯と北斗宗家の拳を無効化する受け技が記されている。また母の愛ばかりか、愛そのものに見放されたリュウオウの子孫は愛に彷徨する運命であり、リュウオウの子孫たちに愛を説くのも北斗神拳伝承者の使命の一つであるというシュケンの遺言が記されている。
アニメ版での石碑の声は此島愛子が担当。クレジット表記は「北斗の霊の声」となっている。